# 大阪府立夕陽丘図書館
大阪府立夕陽丘図書館（おおさかふりつゆうひがおかとしょかん）は、かつて存在した大阪府立図書館。住所は、大阪市天王寺区伶人町2番7号。大阪市営地下鉄（現・Osaka Metro）谷町線四天王寺前駅（現・四天王寺前夕陽ヶ丘駅）近くにあった。

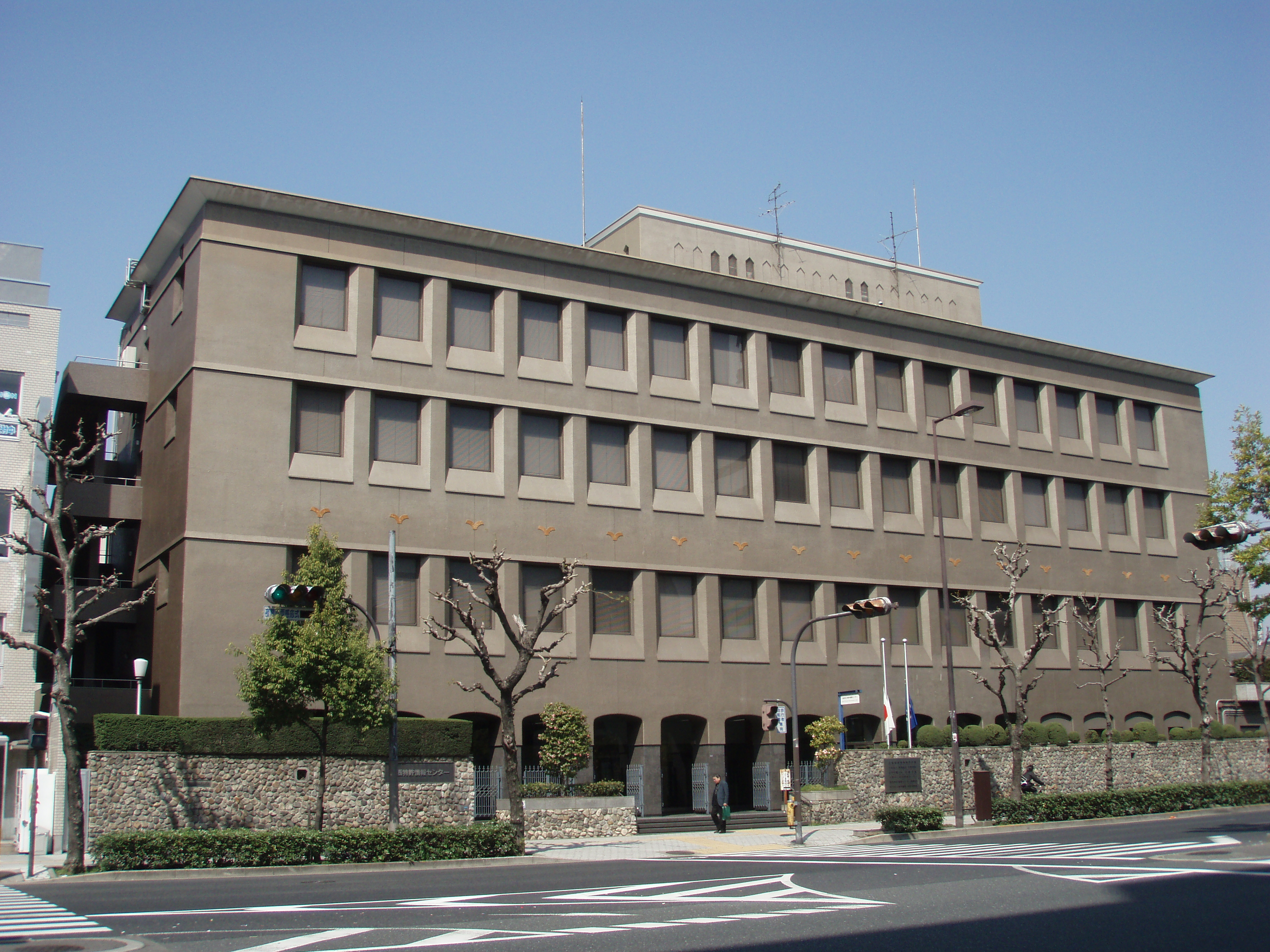
2011年撮影の建物

社会科学系専門図書館の大阪府立図書館天王寺分館として、1950年（昭和25年）、大原社会問題研究所跡地に設立された。1974年（昭和49年）、公共図書館に鞍替えし、大阪府立夕陽丘図書館として再開館、建物はこのとき竣工した。府立中央図書館の完成に伴い1996年（平成8年）3月31日に閉鎖された。
書籍・新聞などの通常の図書館資料の他に、特許公報などの特許に関する資料が公開されていた。また、児童資料コーナーが設置され、対面朗読サービスをはじめとする障がい者サービスが行われた。
閉館後は、特許資料の収蔵閲覧施設・大阪府立特許情報センターや関西特許情報センター振興会をはじめとする特許・発明関係の公的団体が入居する施設になっていたが、2011年（平成23年）3月末をもって部署の再編のため一旦建物を閉鎖。2012年（平成24年）4月以降、なにわ南府税事務所や大阪自動車税事務所などが入居する「大阪府夕陽丘庁舎」となった。